# Impasse des Lunettes
 (février 2020).
L'impasse des Lunettes est accessible par la rue des Vierges, dans le quartier Anneessens à Bruxelles. Une dizaine d'entrées de bâtiments y sont effectives. À l'angle de la rue des Vierges se trouve une maison de style néo-classique dont le permis de construire date de 1858.